# Storflotjärnen (Bodsjö socken, Jämtland, 696024-145031)
Storflotjärnen är en sjö i Bräcke kommun i Jämtland och ingår i Ljungans huvudavrinningsområde.